# Drongo à gros bec
Dicrurus annectans
Espèce
Statut de conservation UICN

 LC  : Préoccupation mineure
Le Drongo à gros bec (Dicrurus annectans) est une espèce de passereaux placée dans la famille des Dicruridae.

## Répartition
Cet oiseau vit au Bangladesh, au Bhoutan, en Birmanie, à Brunei, au Cambodge, en Chine, en Inde, en Indonésie, au Laos,  en Malaisie, au Népal, aux Philippines, à Singapour, en Thaïlande et au Vietnam.

## Habitat
Cette espèce peuple les forêts humides tropicales et subtropicales en plaine ainsi que les mangroves.